# Luis Enrique Fierro
Luis Enrique Fierro médico pediatra, poeta y activista cultural, nace el 14 de noviembre de 1936 en Tulcán, Provincia del Carchi. Recibe el Premio Nacional "Eugenio Espejo" en 2006. Falleció en Tulcán el 9 de junio de 2022.

## Datos Biográficos
Luis Enrique Fierro (1936), nace en Tulcán, Provincia del Carchi el 14 de noviembre de 1936. Médico pediatra, labrador del verso, lleva consigo sus herramientas tales como la metáfora, el símil, la imagen literaria; trabaja intensamente, su voz se ha convertido en la voz de su pueblo. Entregado por entero al trabajo cultural, su labor ha merecido el reconocimiento de su pueblo y del Gobierno Nacional al conferirle el Premio Nacional “Eugenio Espejo” 2006 por actividades culturales.
Fue su madre doña Enriqueta Fierro Castillo, maestra rural quien procreó 6 hijos Rodrigo, Eduardo, María Luisa, Luis Enrique, Gloria y Esperanza; siempre tiene Luis Enrique en su corazón y en su memoria a su madre quien fue “sencilla buena, alfarera de sueños imposibles, cuidadora de veranos y violetas”, fue su madre una heroína, quien labró en sus hijos el carácter, la personalidad para que más tarde fuesen hijos de la patria que aporten con sus talentos a la sociedad. 
Contrae matrimonio con la señora Marcia Cecilia Isabel Urresta Burbano, procrean a Doris Cecilia, Luis Fernando, Alexandra Nataly, Santiago Enrique, María Soledad y Verónica Elizabeth.

## Estudios Académicos
Ingresa a la Facultad de Medicina de la Universidad Central del Ecuador en la ciudad de Quito; recibe el Doctorado como Médico y Cirujano en 1964, previo a su graduación presenta su Tesis de Grado con el tema: “Enfermedades mentales determinadas por factores ambientales negativos”, fue Decano de la Facultad de Ciencias Médicas, Dr. Miguel Salvador, notable investigador y médico cardiólogo. Fue el doctor Julio Endara, maestro universitario de gran calidad y especialista en Psiquiatría quien es el director de la Tesis de Grado. 
Viaja a Argentina para realizar estudios de Postgrado en la especialidad de Pediatría y luego trabaja en la ciudad de Tulcán, atendiendo a los niños pobres de su Patria.

## Ambiente Literario
Desde que fundara el Grupo Caminos y la Sociedad Ecuatoriana de Escritores, Núcleo del Carchi establece una intensa actividad cultural y publica su pensamiento poético. La verdadera dimensión de valoración del terruño, aparece cuando tenemos la oportunidad de relacionar diversos rincones del mundo; allá habrá diversidad de paisaje, cada rincón del planeta tiene encantos especiales, pero se aprende a querer más que nunca lo propio, lo que ha sido parte esencial de su vida cotidiana; en donde quiera que se encuentre, pero le llega el momento que esa imagen conocida le hace falta y la añora; siente que aquello es parte del mismo cuerpo y lo requiere intensamente para que la vida sea armónica; así, siente Fierro, pero no solo su geografía parte de su cuerpo de vivencias, sino más fuerte aún a sus seres queridos, a cada uno de sus hijos y descendencia. Por ello, no es nada extraño que se comente de él: “Si hay lejanía, el sentimiento es de nostalgia hiriente, que trae a la memoria imágenes queridas, que jamás mueren en las interioridades de la persona que no ha perdido su identidad, que ama sus orígenes y que aspira retornar pronto a las evocadas querencias, a gozar de las dulcedumbres que solamente proporciona la comarca original” (Fierro 1996). 

## Reconocimiento y galardones
- Premio III Festival de la Poesía Universitaria, Premio del Dr. Francisco Salgado, evento organizado por la Asociación Escuela de Periodismo. Universidad Central del Ecuador, 1963.
- Presea al Mérito Cultural concedido por el Colegio de Médicos del Carchi, 1978.
- Presea al Mérito Cultural concedido por la Casa de la Cultura Ecuatoriana, 1994.
- Presea al Mérito Cultural Mira-Carchi 11 de enero de 1996
- Presea al Mérito Cultural Colegio de Médicos del Carchi.
- Presea al Mérito Cultural Instituto Superior “Bolívar” en el año 2000.
- Condecoración al Mérito Cultural entregado por el Ministerio de Educación y Cultura, 2002.
- Presea al Mérito Cultural otorgado por la Casa de la Cultura Ecuatoriana en 1994 y 2002.
- Presea Vicente Rocafuerte Honorable Congreso Nacional en el año 2003.
- Presea Cacique García Tulcanaza otorgada por el Gobierno Provincial del Carchi, 2004.
- Nominación al Premio Nacional Eugenio Espejo por Actividades Culturales por parte de la Junta Plenaria de la Casa de la Cultura Ecuatoriana “Benjamín Carrión”, reunida en Tulcán en el año 2005.
- Premio Nacional “Eugenio Espejo” 2006 por Actividades Culturales.
- Presea “Sol Pasto” del Ilustre Municipio de Tulcán, el 10 de febrero de 2006.
- Presea al “Mérito Cultural” Gobernación del Carchi, en febrero del 2006.
- Presea Carlos Emilio Grijalva Municipio del Cantón Espejo, 27 de septiembre de 2006.
- Presea Municipal Obando en Grado de Gran Caballero, concedida por la Alcaldía de la Municipalidad de Ipiales, junio de 2006.